# Finskt finullsfår
Finskt finullsfår är en av de två raser av får som kallas finullsfår. Den andra är svenskt finullsfår, men den finska rasen är den mest utbredda. Rasens primära styrka är den finfibriga, spänstiga och glansiga ullen. Finskt finullsfår tillhör gruppen nordiska kortsvansfår. Den finns både i en modern urvalsavlad form och i en mer ursprunglig form, som har större variation i färg, teckning och ull. Den senare kallas även finsk lantras.
Tackorna är ovanligt fertila, och föder ofta 3 eller 4 lamm, ibland fler. I köttproduktion kombinerar man därför ofta finullstackor med baggar av köttyp. Detta har lett till spridning av finskt finullsfår ända till Nya Zeeland. 

## Utseende
Ullen, som inte täcker huvud eller ben, är finfibrig, glansig och i färgerna vit, brun eller svart. Vikten för vuxna individer är mellan 50 och 70 kg för tackor, 80 till 100 kg för baggar.

## Användning
Ullen är en bristvara och högt eftertraktad. Finullen används till garn för mjuka klädesartiklar. Finullsfåren används även för köttproduktion,  lammens päls och mjölkproduktion.